# Arnold llega a la mayoría de edad
Arnold llega a la mayoría de edad (en inglés, Arnold Comes of Age), originalmente Retrato de Arnold Pyle (en inglés, Portrait of Arnold Pyle), es una pintura al óleo de 1930 del pintor regionalista estadounidense Grant Wood, creado como regalo de cumpleaños para su ayudante y asistente, Arnold Pyle. Wood tomó a Pyle como su protegido y era profundamente afectuoso hacia él. La pintura le muestra de medio cuerpo mirando a la distancia en un paisaje rural, con dos hombres desnudos bañándose en un río detrás, abajo a la derecha. Muestra reminiscencias del artista de Renacimiento italiano Piero della Francesca , en particular de La Resurrección, y es interpretada como homoerótica por sus detalles.

## Trasfondo
Grant Wood era un pintor regionalista de Iowa. Durante la Gran Depresión, se convirtió en uno de los más prominentes regionalistas del país. Arnold llega a la mayoría de edad fue completado en 1930 para celebrar el vigésimo primer cumpleaños de su ayudante, Arnold Pyle. Pyle, pintor y protegido de Wood, ganó cintas azules en la Feria Estatal de Iowa por su arte que describe el Medio Oeste en 1933 y el gran premio en 1936. Era heterosexual, y a pesar del afecto que Wood le mostraba, nunca apreció en ello interés romántico ya que como había hecho con muchos de sus ayudantes, Wood disfrazó sus sentimientos como amor paternal.
La pintura describe a un hombre joven incómodo que mira al frente mientras una mariposa va a posarse en su brazo, de pie en un campo mientras detrás dos hombres desnudos de espaldas se bañan en un río cercano. El óleo sobre tabla prensada mide 67,9 cm de alto por 58 cm de ancho.

## Interpretación

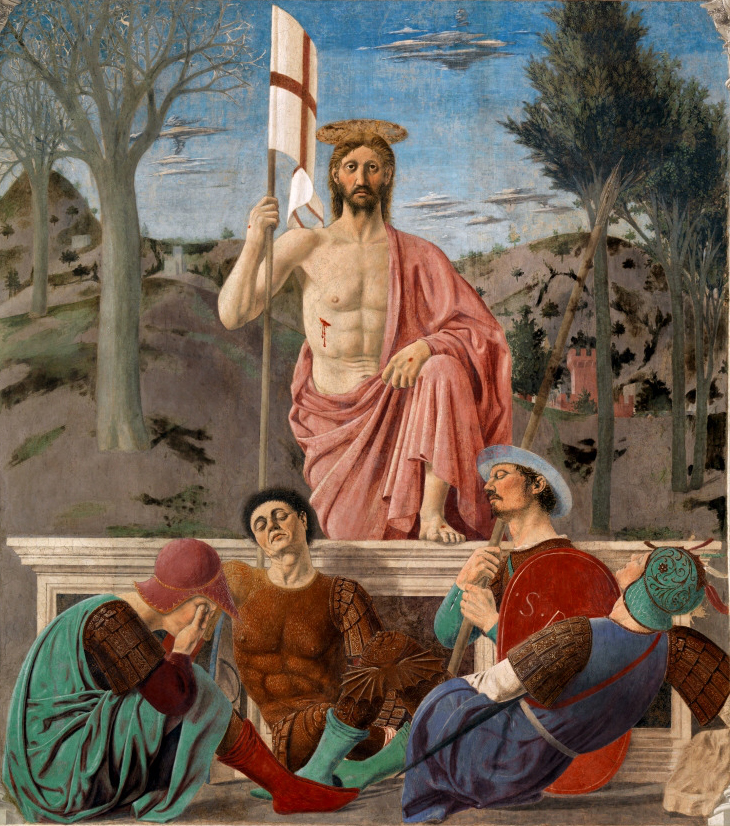
La Resurrección de Piero della Francesca.

El crítico del arte Luciano Cheles indica que muchas de las pinturas de Wood— incluyendo su famosa Gótico estadounidense— fueron trabajos inspirados en el Renacimiento italiano, especialmente las obras del maestro del siglo XV Piero della Francesca. Arnold llega a la mayoría de edad puede haber sido inspirada en su obra La Resurrección, dadas sus semejanzas. En ambas pinturas, la figura central está "pulcramente" separada del fondo, mirando seria y vagamente hacia el espectador; una figura con una mirada distante es un elemento típico en el arte de della Francesca. Ambas figuras también tienen dos árboles que las enmarcan: en Wood uno joven y otro maduro, y en della Francesca, uno desnudo y otro lleno de hojas. Para Cheles, estos árboles en contraste representan vida y muerte, así como una transición general de la juventud a la madurez. Della Francesca también pintó El Bautismo de Cristo, y Cheles argumenta que los desnudos en la pintura de Wood son muy similares. Estos bañistas probablemente simbolizan el bautismo, y consiguientemente, la mayoría de edad que alcanza el retratado.
Ulysses Grant Dietz, ex conservador del Museo de Newark de Arte, dijo que la pintura indica un "amor evidente" por Arnold. Detalles como recurrentes emparejamientos (dos árboles, dos arbustos, y dos gavillas de heno) pueden insinuar ese amor secreto hacia Pyle, y los desnudos podrían representar las figuras cristianas de Adán y Eva en el jardín del Edén. Wood escogió firmar su nombre junto a la hebilla del cinturón de Pyle —adornada con sus iniciales 'AP'— tal vez para tener los nombres de los dos hombres enlazados para siempre. También aparece una mariposa—que en la época era empleada como símbolo gay— que planea a punto de posarse en la manga del joven. Tales detalles, ignorados por el retratado y la mayoría de los espectadores, hicieron que la pintura fuera considerada posteriormente homoerótica, a pesar de que la crítica Faye Hirsch afirma que esta interpretación permite a los investigadores hacer reclamaciones sobre la vida privada de Wood con evidencia mínima.

## Historia
La obra fue exhibida en 1930 en el Iowa State Fair Art Salon. Por entonces Wood ya era un artista reconocido y había exhibido obras en galerías de París. Sin embargo, como regionalista comprometido en promover este movimiento artístico, decidió mostrar Arnold llega a la mayoría de edad y otras pinturas solo en Iowa. La obra ganó el gran premio, y otra pintura Stone City, Iowa ganó la categoría en paisaje.
Fue exhibida en 1940 en un espectáculo en Nebraska junto con Stone City, Iowa y John B. Turner, pionero, un retrato del padre de su patrocinador David Turner que Wood completó en 1929–30. Los tres cuadros fueron ofrecidos a la venta, cada uno a un precio de entre 300 y 400 dólares. El consejo de administración de la Asociación de Arte de Nebraska pagó 300 dólares por Arnold llega a la mayoría de edad, mientras el Museo de Arte Joslyn de Omaha adquirió Stone City, Iowa. Desde entonces es una de las piezas más valiosas dentro de la colección permanente de la Asociación, y reside en el Museo Sheldon de Arte en Lincoln, Nebraska. El museo alberga las obras de arte de la asociación, de la Universidad de Nebraska-Lincoln, y otras colecciones.
Con los años, dejó de ser mostrada públicamente debido a su significativo deterioro: sufría decoloración, extenso craquelado, y desaparición del barniz. Las pequeñas figuras de los bañistas, según Donald Bartlett Doe del museo Sheldon, "casi llegaron a borrarse". Estos problemas empezaron unos diez años después de su conclusión, pero en 1985 fueron corregidos, tras una intensa restauración.